# Togo na Letnich Igrzyskach Olimpijskich 2020
Togo na Letnich Igrzyskach Olimpijskich 2020 – występ kadry sportowców reprezentujących Togo na igrzyskach olimpijskich, które odbyły się w Tokio w Japonii, w dniach 23 lipca - 8 sierpnia 2021 roku.
Reprezentacja Togo liczyła czworo zawodników - trzech mężczyzn i jedną kobietę, którzy wystąpili w 4 dyscyplinach.
Był to jedenasty start tego kraju na letnich igrzyskach olimpijskich.

## Reprezentanci

### Lekkoatletyka
| Zawodnik      | Konkurencja            | Eliminacje | Eliminacje | I runda | I runda | Półfinał | Półfinał | Finał | Finał   |
| Zawodnik      | Konkurencja            | Czas       | Miejsce    | Czas    | Miejsce | Czas     | Miejsce  | Czas  | Miejsce |
| ------------- | ---------------------- | ---------- | ---------- | ------- | ------- | -------- | -------- | ----- | ------- |
| Fabrice Dabla | Bieg na 100 m mężczyzn | 10,57      | 5. Q       | DSQ     | DSQ     | NQ       | NQ       | NQ    | NQ      |

### Pływanie
| Zawodnik         | Konkurencja                | Eliminacje | Eliminacje | Półfinał | Półfinał | Finał | Finał   |
| Zawodnik         | Konkurencja                | Czas       | Miejsce    | Czas     | Miejsce  | Czas  | Miejsce |
| ---------------- | -------------------------- | ---------- | ---------- | -------- | -------- | ----- | ------- |
| Mawupemon Otogbe | 50 m st. dowolnym mężczyzn | 25,68      | 57.        | NQ       | NQ       | NQ    | NQ      |

### Tenis stołowy
| Zawodnik    | Konkurencja     | Eliminacje       | I runda          | II runda         | 1/16             | 1/8              | Ćwierćfinał      | Półfinał         | Finał/BM         | Finał/BM |
| Zawodnik    | Konkurencja     | Przeciwnik Wynik | Przeciwnik Wynik | Przeciwnik Wynik | Przeciwnik Wynik | Przeciwnik Wynik | Przeciwnik Wynik | Przeciwnik Wynik | Przeciwnik Wynik | Miejsce  |
| ----------- | --------------- | ---------------- | ---------------- | ---------------- | ---------------- | ---------------- | ---------------- | ---------------- | ---------------- | -------- |
| Dodji Fanny | singel mężczyzn | BYE              | Gaćina P 0–4     | NQ               | NQ               | NQ               | NQ               | NQ               | NQ               | NQ       |

### Wioślarstwo
| Zawodniczka   | Konkurencja | Eliminacje | Eliminacje | Repasaż | Repasaż    | Ćwierćfinał | Ćwierćfinał | Półfinał E/F | Półfinał E/F | Półfinał C/D | Półfinał C/D | Półfinał A/B | Półfinał A/B | Finał E/F | Finał E/F | Finał C/D | Finał C/D | Finał A/B | Finał A/B | Pozycja |
| Zawodniczka   | Konkurencja | Czas       | M.         | Czas    | M.         | Czas        | M.          | Czas         | M.           | Czas         | M.           | Czas         | M.           | Czas      | M.        | Czas      | M.        | Czas      | M.        | Pozycja |
| ------------- | ----------- | ---------- | ---------- | ------- | ---------- | ----------- | ----------- | ------------ | ------------ | ------------ | ------------ | ------------ | ------------ | --------- | --------- | --------- | --------- | --------- | --------- | ------- |
| Claire Ayivon | W1x         | 8:48,07    | 30. q (R)  | 9:04,23 | 12. (PE/F) | BYE         | BYE         | 9:15,29      | 7. (FF)      | NQ           | NQ           | NQ           | NQ           | 8:44,42   | 1.        | NQ        | NQ        | NQ        | NQ        | 31.     |